# Karnak (Illinois)
Pour les articles homonymes, voir Karnak (homonymie).
Karnak est un village situé au nord-est du comté de Pulaski dans l'Illinois, aux États-Unis,. Il est incorporé le 17 octobre 1923.

## Démographie
Lors du recensement de 2010, le village comptait une population de 499 habitants. Elle est estimée, en 2016, à 456 habitants.

### Source de la traduction
- (en) Cet article est partiellement ou en totalité issu de l’article de Wikipédia en anglais intitulé « Karnak, Illinois » (voir la liste des auteurs).